# Hinton (Alberta)

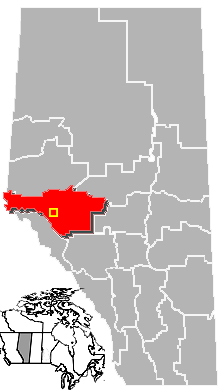
Localização de Hinton em Alberta.

Hinton é um município canadense da província de Alberta, localizado à cerca de 300 km ao oeste de Edmonton e à cerca de 70 km ao nordeste de Jasper. Sua população, em 2001, era de 9 405 habitantes.